# 黒井海成
黒井 海成（くろい かいせい、2001年6月21日 - ）は、日本の総合格闘家。BRAVE所属。

## 来歴
宮城県刈田郡蔵王町出身。4歳から剛柔流空手を始める。2019年、高校3年生の時にK-1甲子園の東日本予選トーナメント60kg以下級で優勝し、日本一決定トーナメントでは準々決勝で敗退。宮城県白石工業高等学校を卒業。
2021年9月26日にBreakingDownの第2回大会に出場。山下大希と71キロ以下契約で対戦し、判定2-0で勝利。10月31日にBRAVEの格闘技イベント「BRAVE FIGHT25」に出場。アマチュアMMAフェザー級66キロ以下契約で山崎ソラと対戦し、1回2分25秒KO勝利。

### プロデビュー
2022年3月12日にGRACHANとBRAVEが共催した格闘技イベント「GRACHAN53×BRAVE FIGHT26」に出場し、総合格闘家としてプロデビュー。杉本静弥とフェザー級で対戦し、2回1分27秒TKO勝利。同年5月、12月にもGRACHANに出場し、村田俊に判定負け、萩原一貴にTKO勝利。
2023年3月から10月にかけて、GRACHAN代表の岩崎ヒロユキが主催するMMA7団体合同ルーキートーナメント「JMMA Rookies Cup」にGRACHAN推薦フェザー級選手として出場。1回戦でWARDOG推薦選手のDAIGOにTKO勝利、準決勝でDEEP推薦選手の梶本保希に判定勝利、決勝で修斗推薦選手の人見礼王に1回2分43秒TKO勝利し、トーナメント優勝。

## 戦績
| 総合格闘技 戦績 | 総合格闘技 戦績 | 総合格闘技 戦績 | 総合格闘技 戦績 | 総合格闘技 戦績 | 総合格闘技 戦績 | 総合格闘技 戦績 |
| --------------- | --------------- | --------------- | --------------- | --------------- | --------------- | --------------- |
| 6 試合          | (T)KO           | 一本            | 判定            | その他          | 引き分け        | 無効試合        |
| 5 勝            | 4               | 0               | 1               | 0               | 1               | 0               |
| 1 敗            | 0               | 0               | 1               | 0               | 1               | 0               |